# Jean Achard

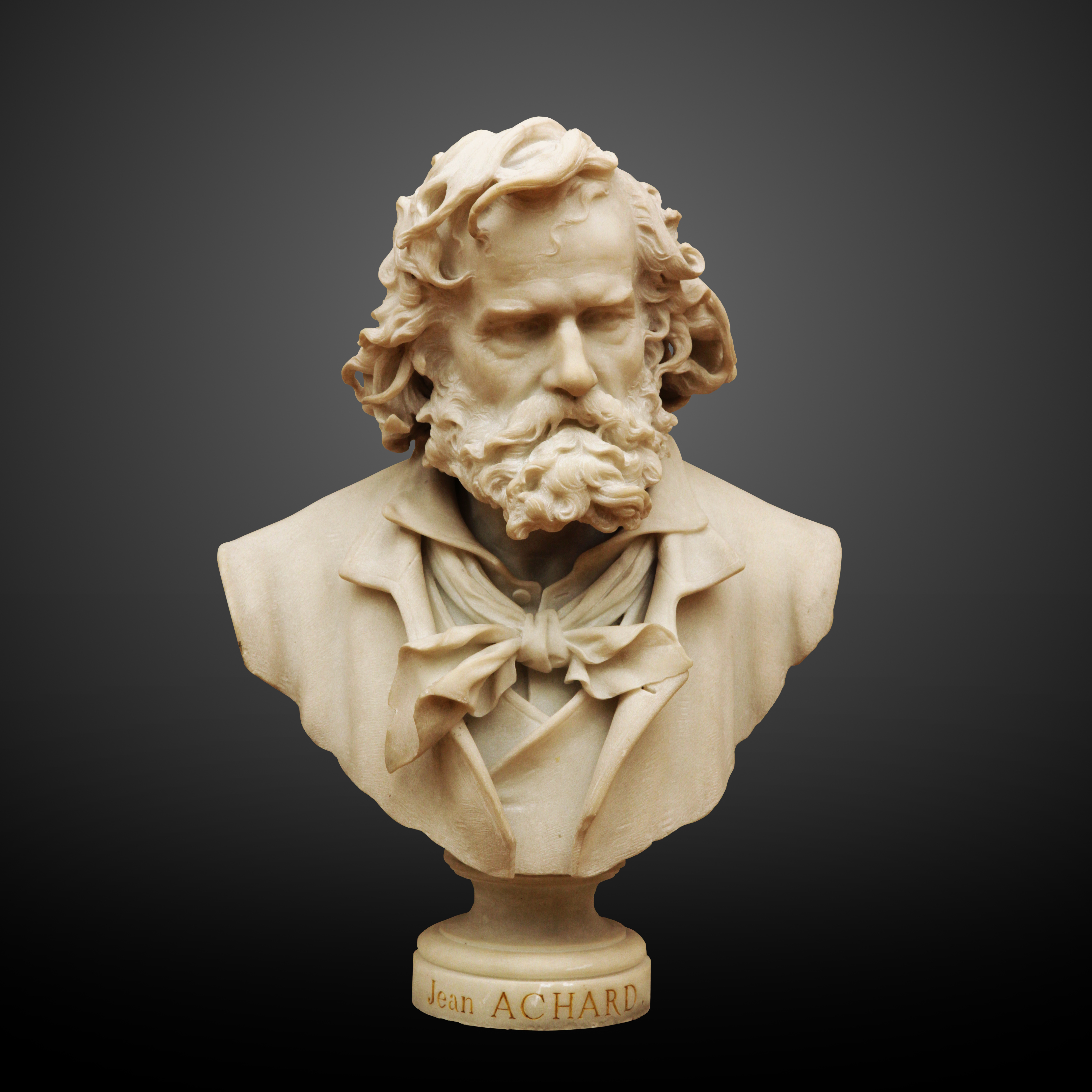
Jean Achard por Henri Ding

Jean Alexis Achard (1807-1884) fue un pintor y grabador francés, gran paisajista, cabeza de la escuela del delfinado.

## Biografía
Nacido en Voreppe, en Isère el 17 de abril de 1807, Jean Achard viene de una familia de agricultores. Comenzó su vida profesional como empleado de un abogado, luego comenzó su aprendizaje artístico copiando pinturas del museo de Grenoble. Asistió a la escuela municipal gratuita de Grenoble y conoció a los pintores de la Escuela Lionesa que le dieron sus primeros consejos. Isidore Dagnan fue su maestro desde 1824 hasta 1830. En 1834 parte para París y copia a los maestros holandeses en el museo del Louvre.
Con motivo de una expedición organizada por los sansimonianos, se quedó en Egipto entre 1835 y 1837 con su amigo Victor Sappey. Allí pintó paisajes y escenas de género. Así, expuso en el Salón de 1838 una Vista tomada en las cercanías de El Cairo. A partir de entonces envió regularmente sus obras al Salón, como en 1843 con una Vista del Valle de Grenoble.
En 1846 frecuentó a los miembros de la Escuela de Barbizon y entre sus amigos estaban los pintores Jean-Baptiste Camille Corot, Théodore Rousseau, Charles-François Daubigny, Narcisse Díaz de la Peña y Louis Français, quienes lo entrenaron para pintar al aire libre en la región de París. Así la forma se suaviza y la captación de la luz toma un lugar primordial. Una tendencia que una estancia en Auvers-sur-Oise no hace más que acentuar.
Entre 1858 y 1859, se quedó en Honfleur y se hospedó en la granja de Saint-Siméon con Eugène Boudin y Claude Monet.
En 1859 colaboró en la decoración de la sala de profesores del hospital de la Charité de París, parcialmente reconstruida en el Museo de la Asistencia Pública - Hospitales de París. Sin haber obtenido nunca la consagración en vida, volvió a terminar sus días en Grenoble a partir de 1870, aislado, enfermo y en serias dificultades económicas, murió el 2 de octubre de 1884. Está enterrado en Grenoble en el cementerio de Saint-Roch. En Grenoble lleva su nombre una plaza.

## Obras

### Pintura
Achard es conocido por sus pinturas que representan paisajes del Delfinado, lo que le valió el título de "maestro indiscutible del paisaje del Dauphiné". Es el iniciador de la Escuela del Delfinado, que cuenta, entre otros, con Laurent Guétal, Ernest Victor Hareux y Charles Bertier entre sus miembros.
Varias de las obras de Achard se conservan en el Musée de Grenoble, incluido Paysage, vue de Saint-Egrève (cerca de Grenoble) y La Chaumière . Otras obras se conservan en París en el Louvre, en el Musée des Beaux-Arts de Chambéry y en el Château de Fontainebleau .

### Grabado
Jean Achard es también un grabador de renombre, realizando 48 aguafuertes entre 1850 y 1870. Las primeras estampas se realizan a partir de sus pinturas, están destinadas a la difusión de su obra y abarcan amplios horizontes. A partir de entonces, preferirá vistas más locales de la naturaleza.

Œuvres de Jean Achard
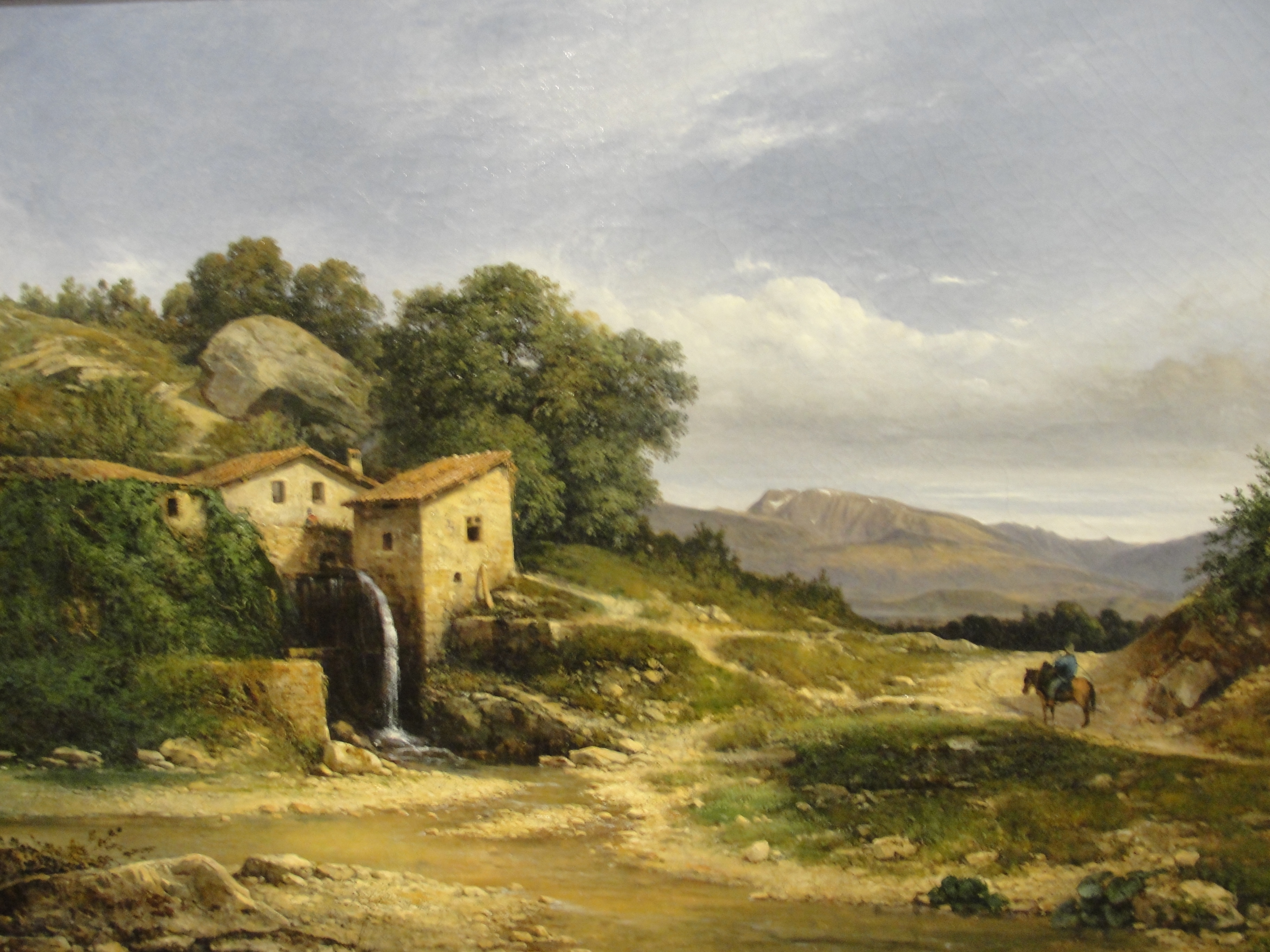
Vista de Taillefer tomada desde la costa de Sassenage (1837), La Tronche, museo Hébert.
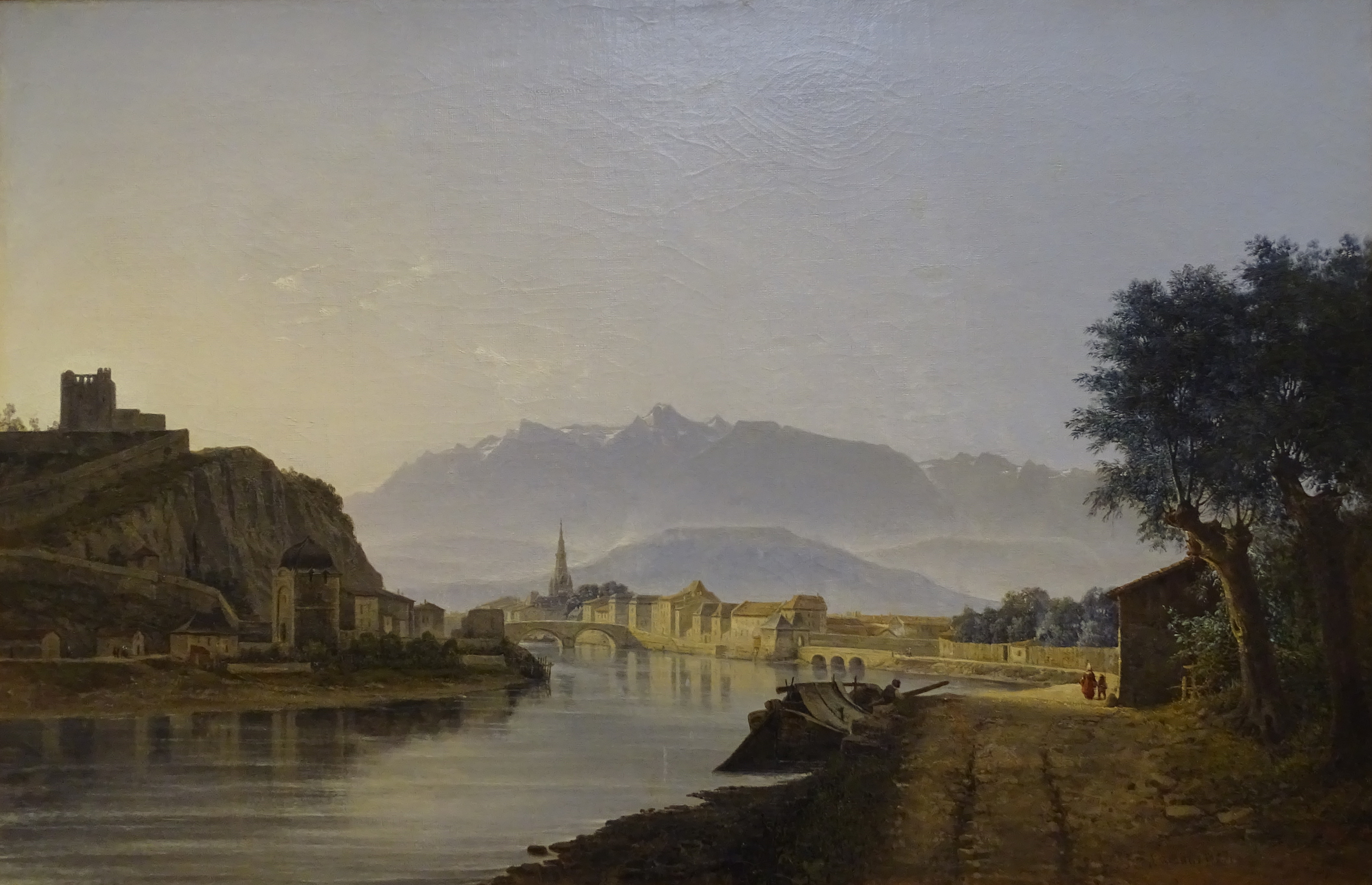
Vista de Grenoble tomada desde Quai de la Graille (1837), Musée de Grenoble.
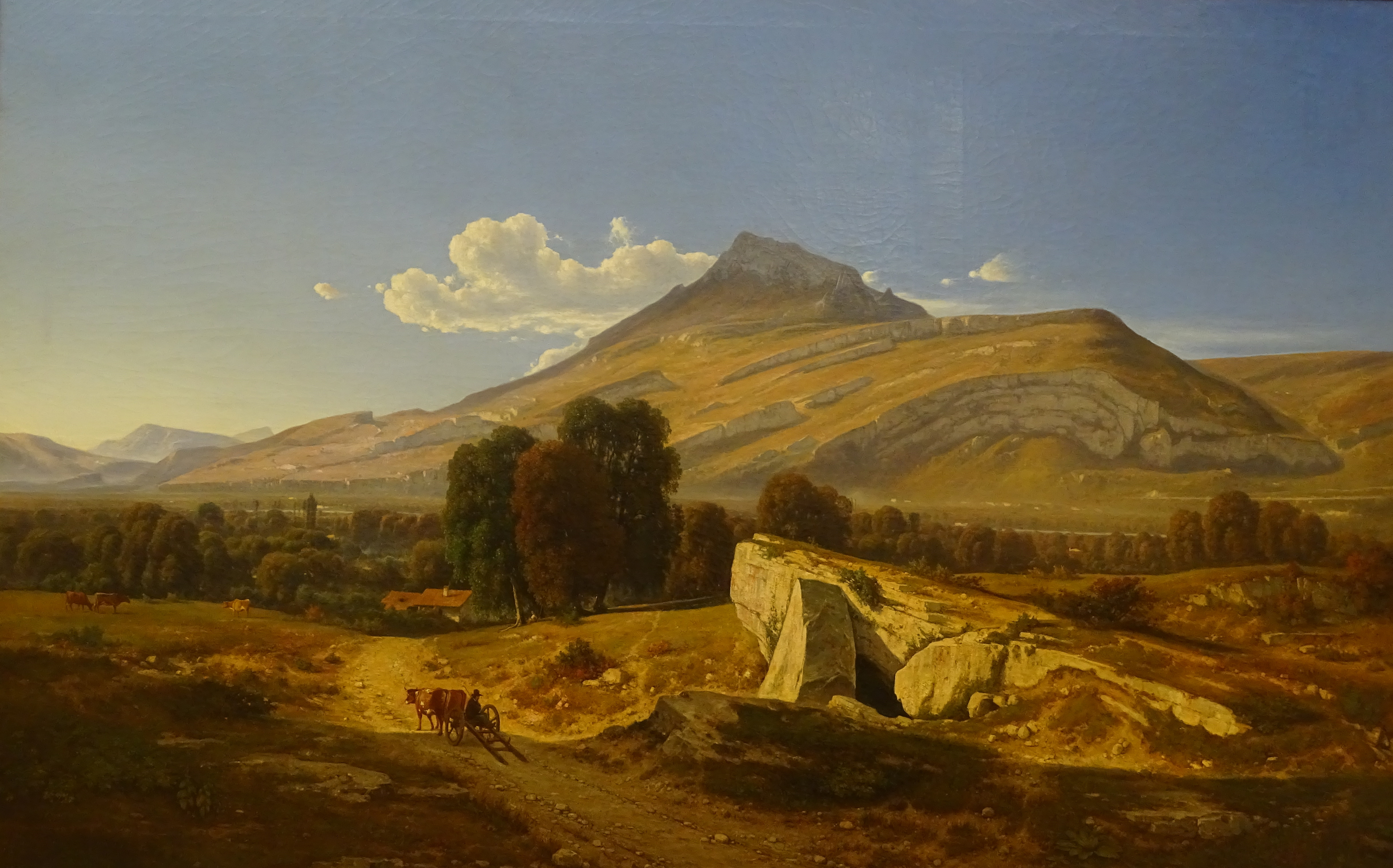
Vista tomada en Saint-Égrève (1844), Musée de Grenoble.
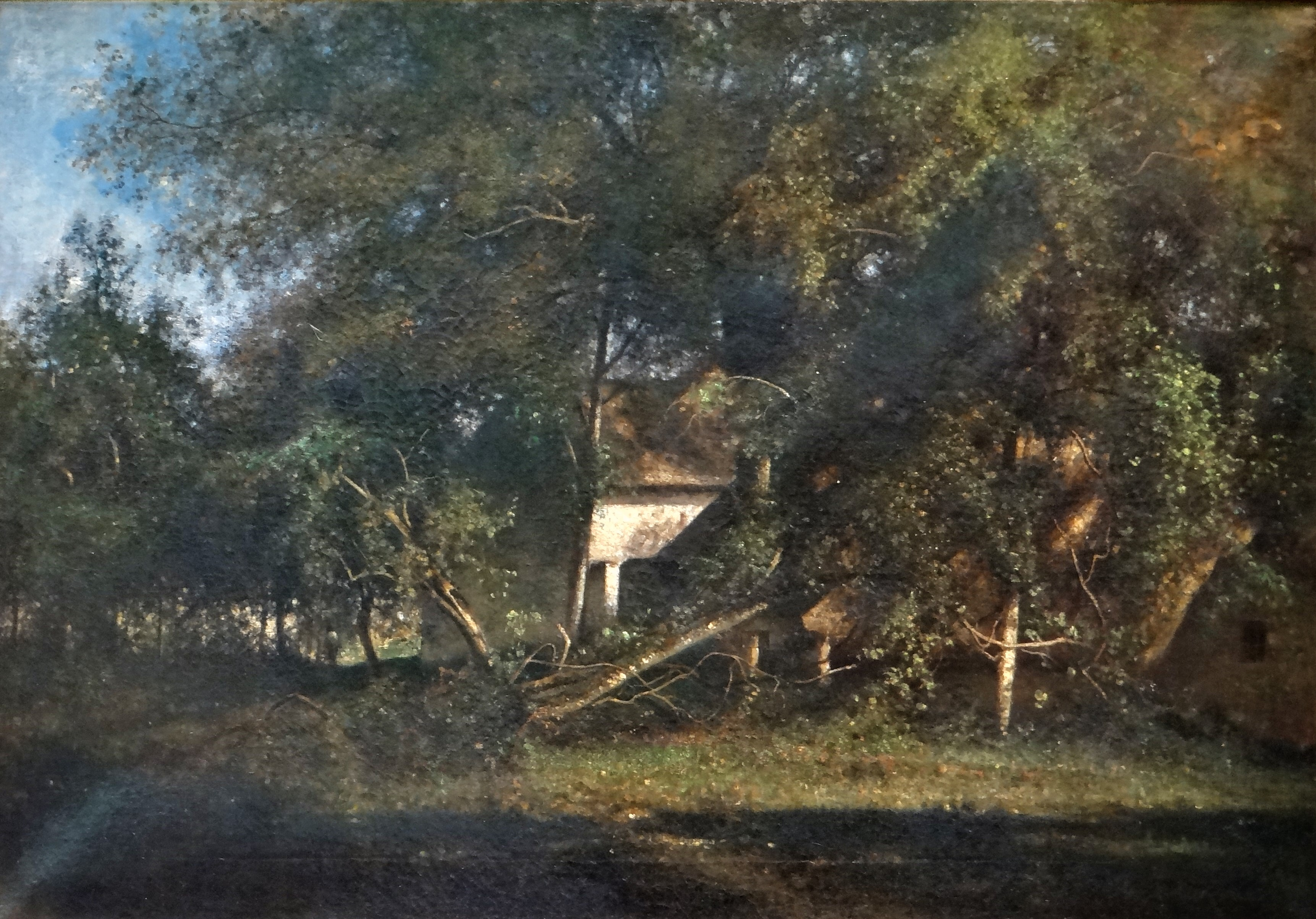
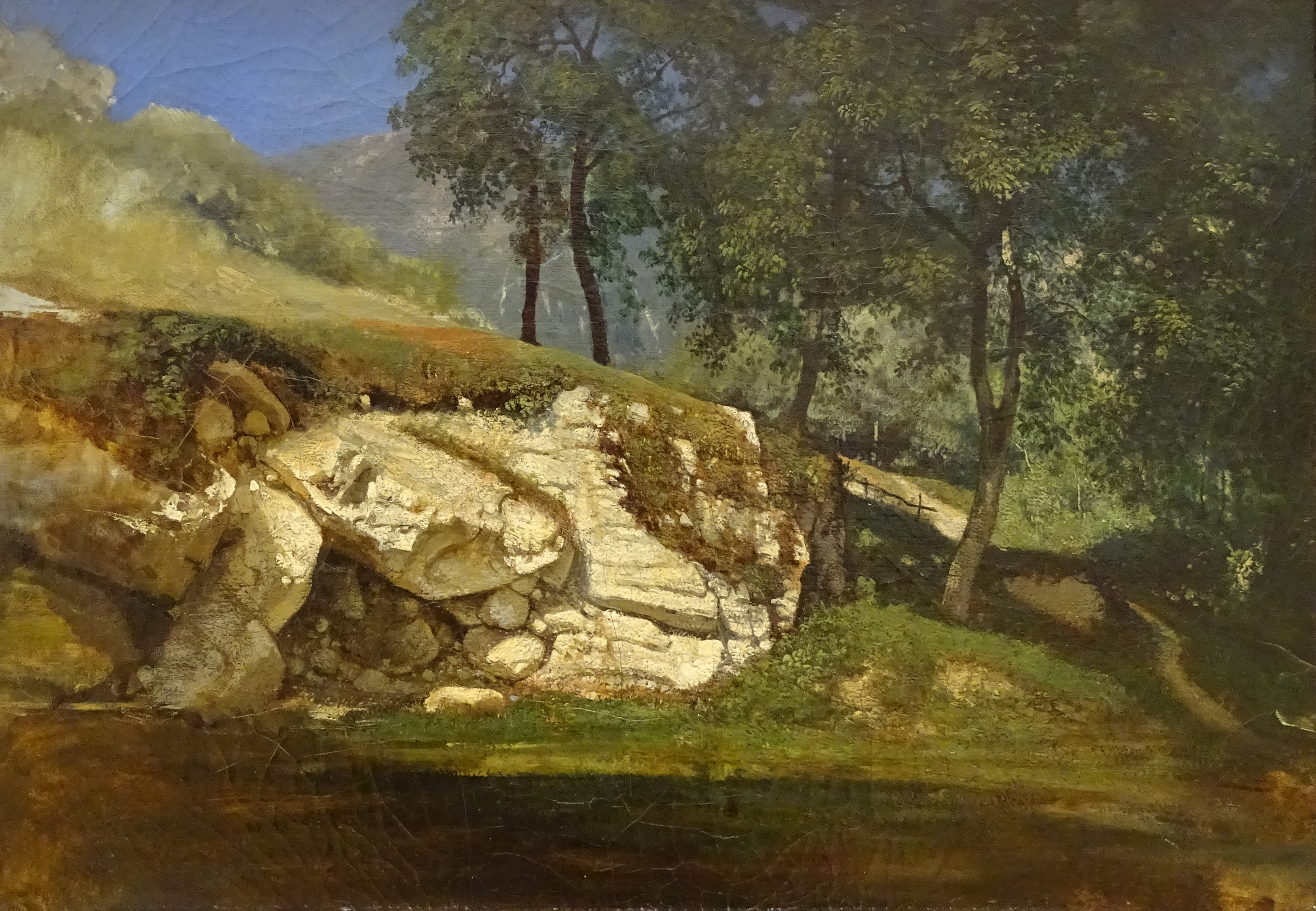
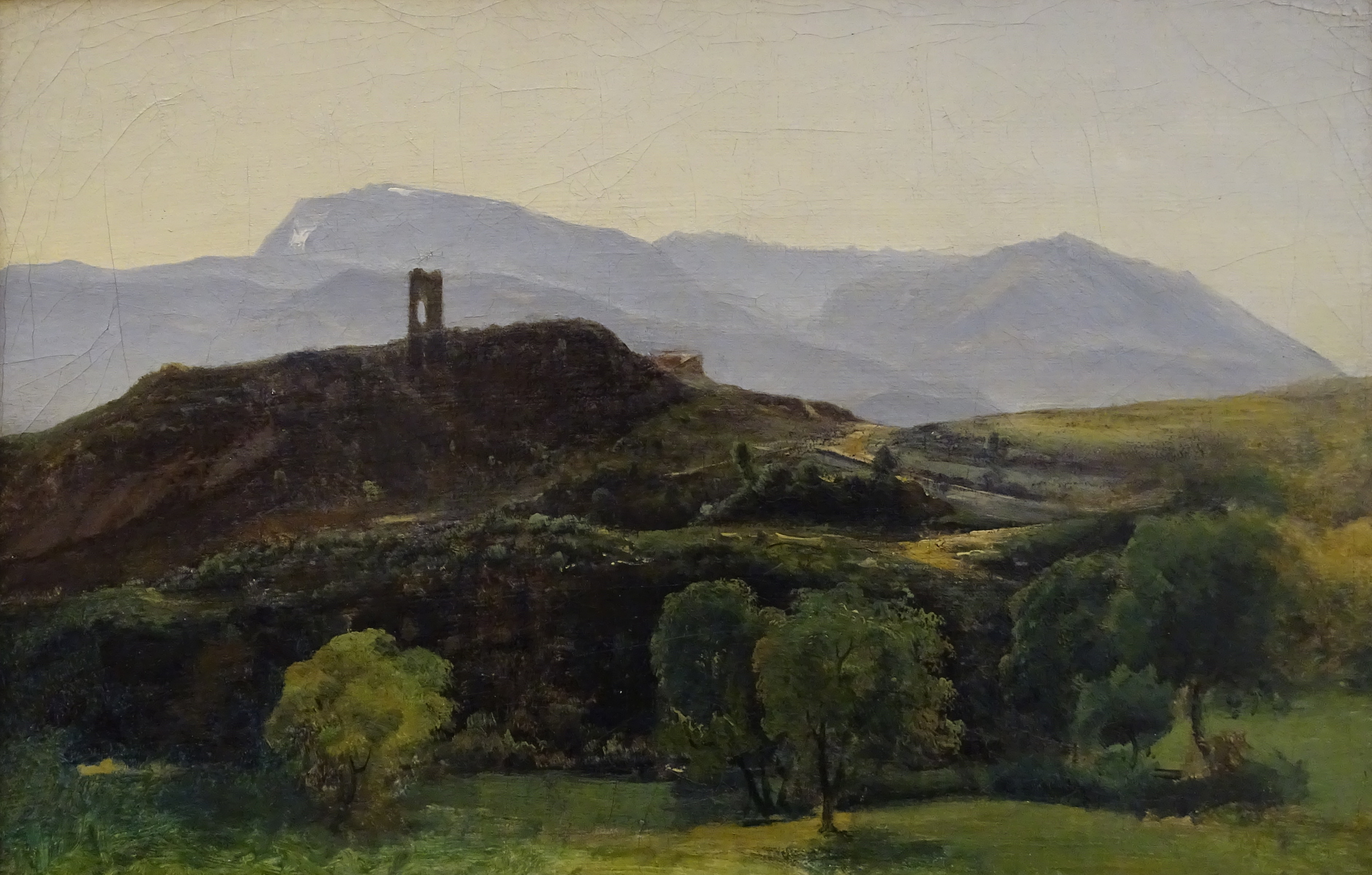
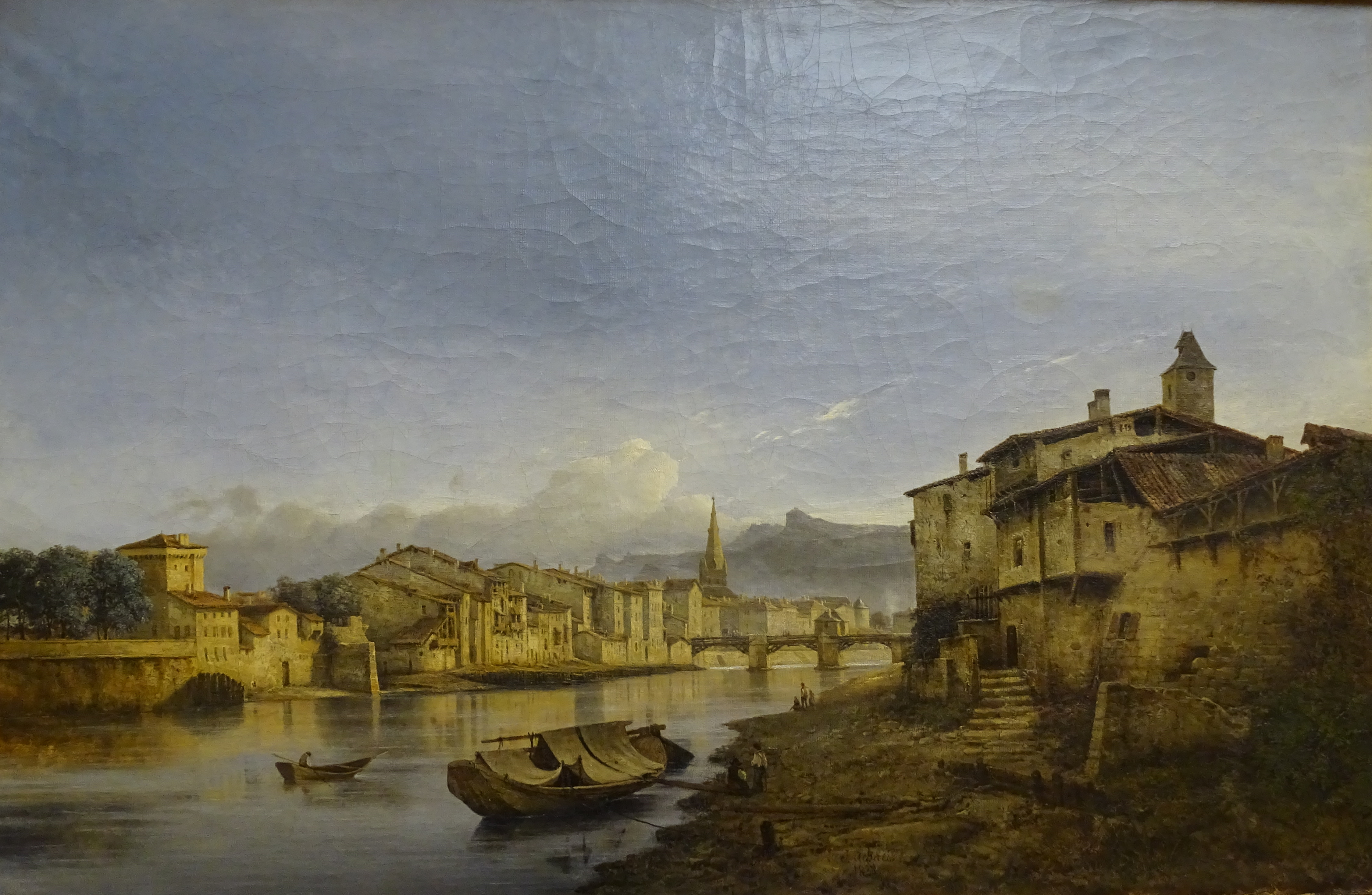
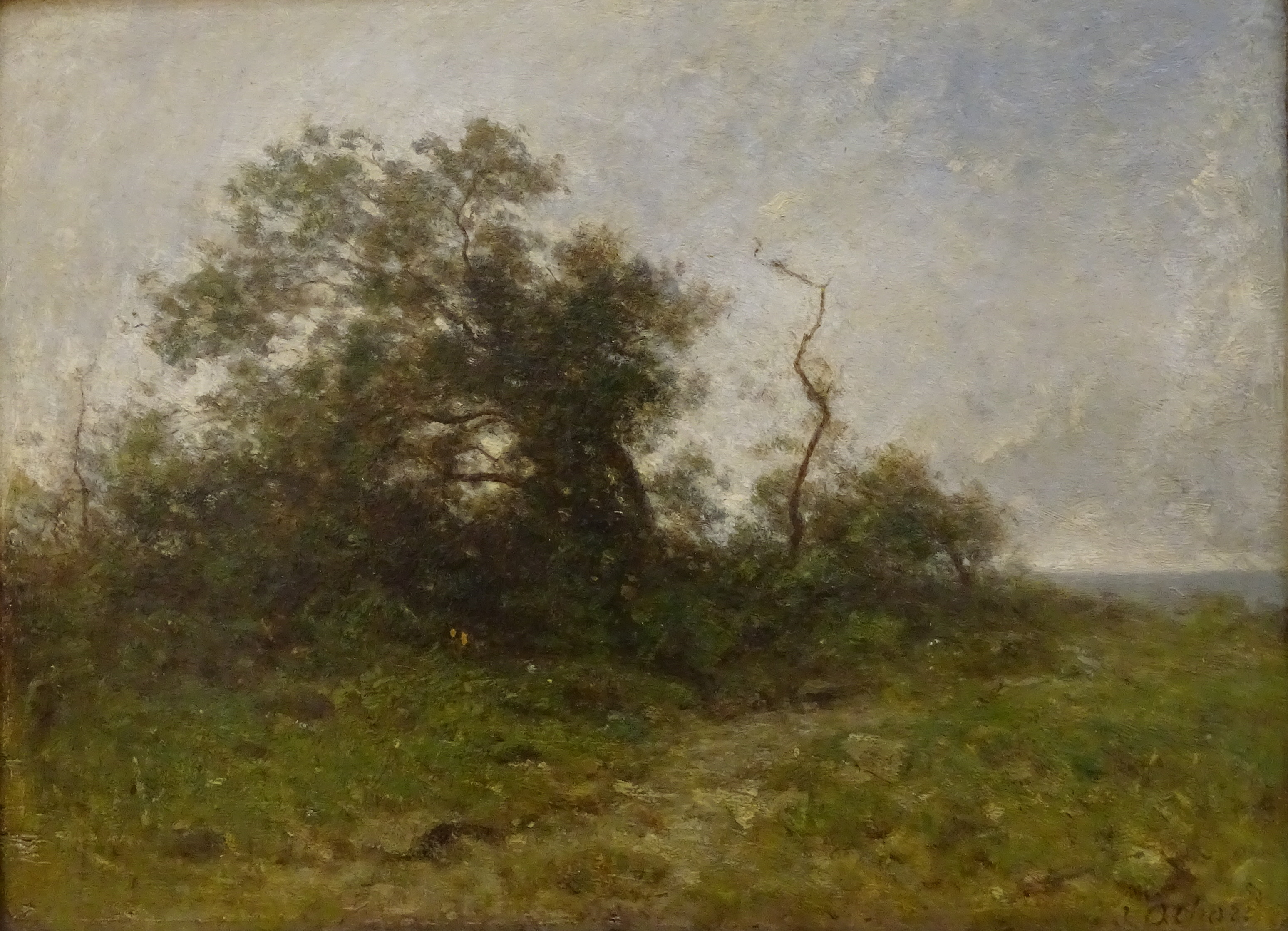
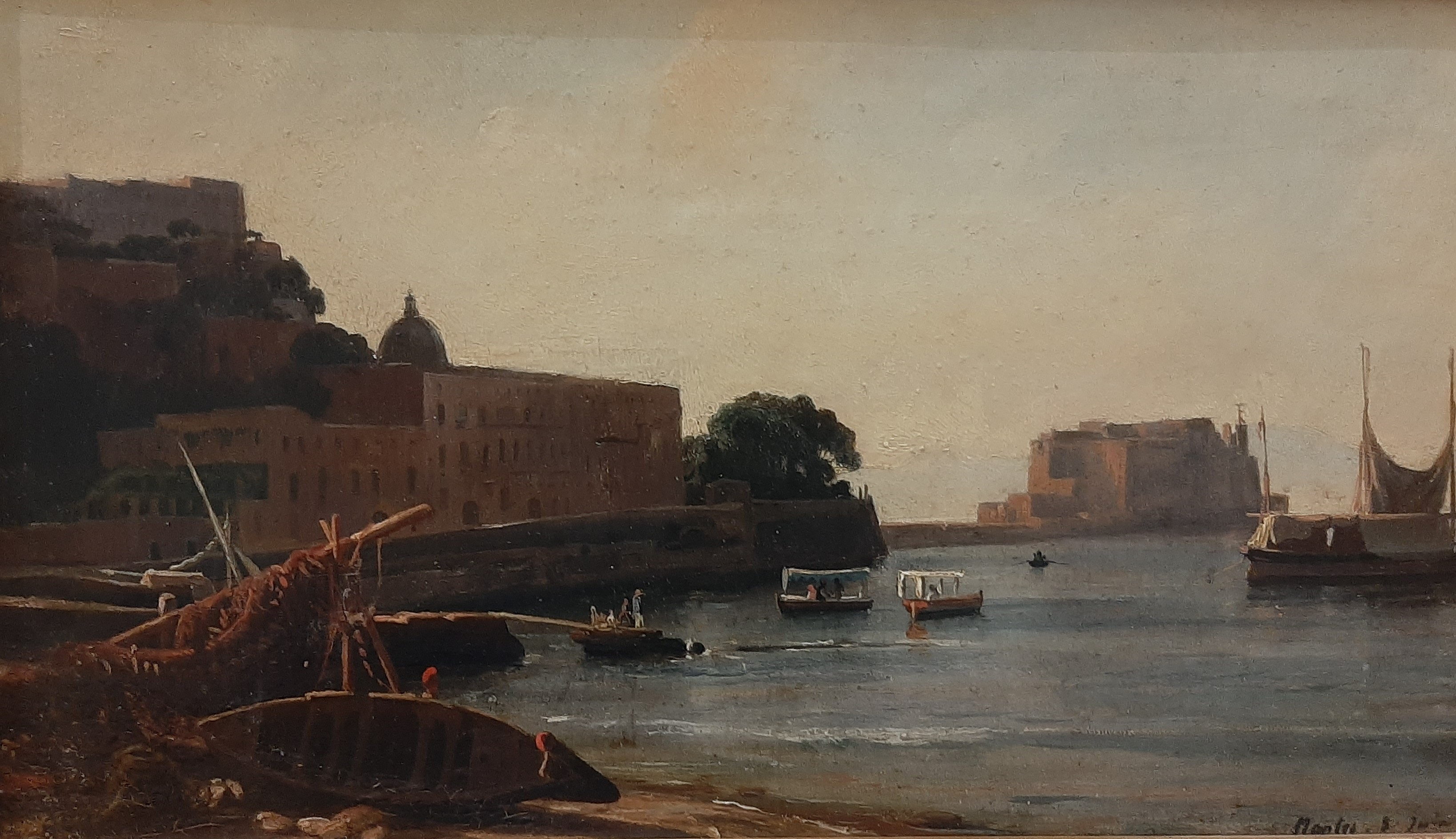
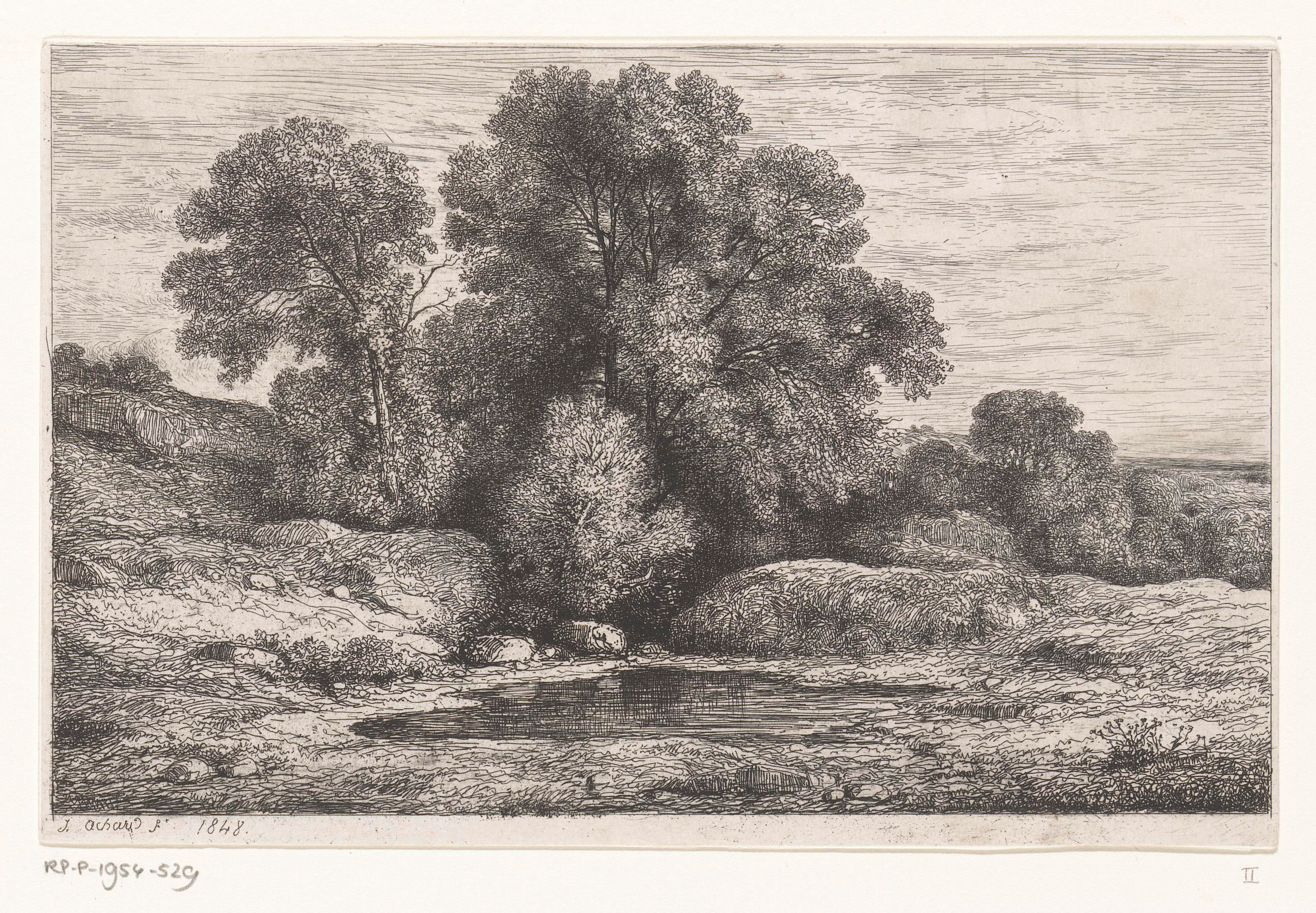

## Alumnos
Henri Harpignies fue su alumno durante su estancia en París. Pero tras su regreso a Grenoble, su influencia es importante, en particular sobre Laurent Guétal. Charles Bertier y Édouard Brun también siguen con entusiasmo su consejo. De manera más general, es maestro y consejero de la generación de jóvenes pintores del Delfinado que se encuentran en Proveysieux, incluidos Théodore Ravanat, Jacques Gay y Henri Blanc-Fontaine.

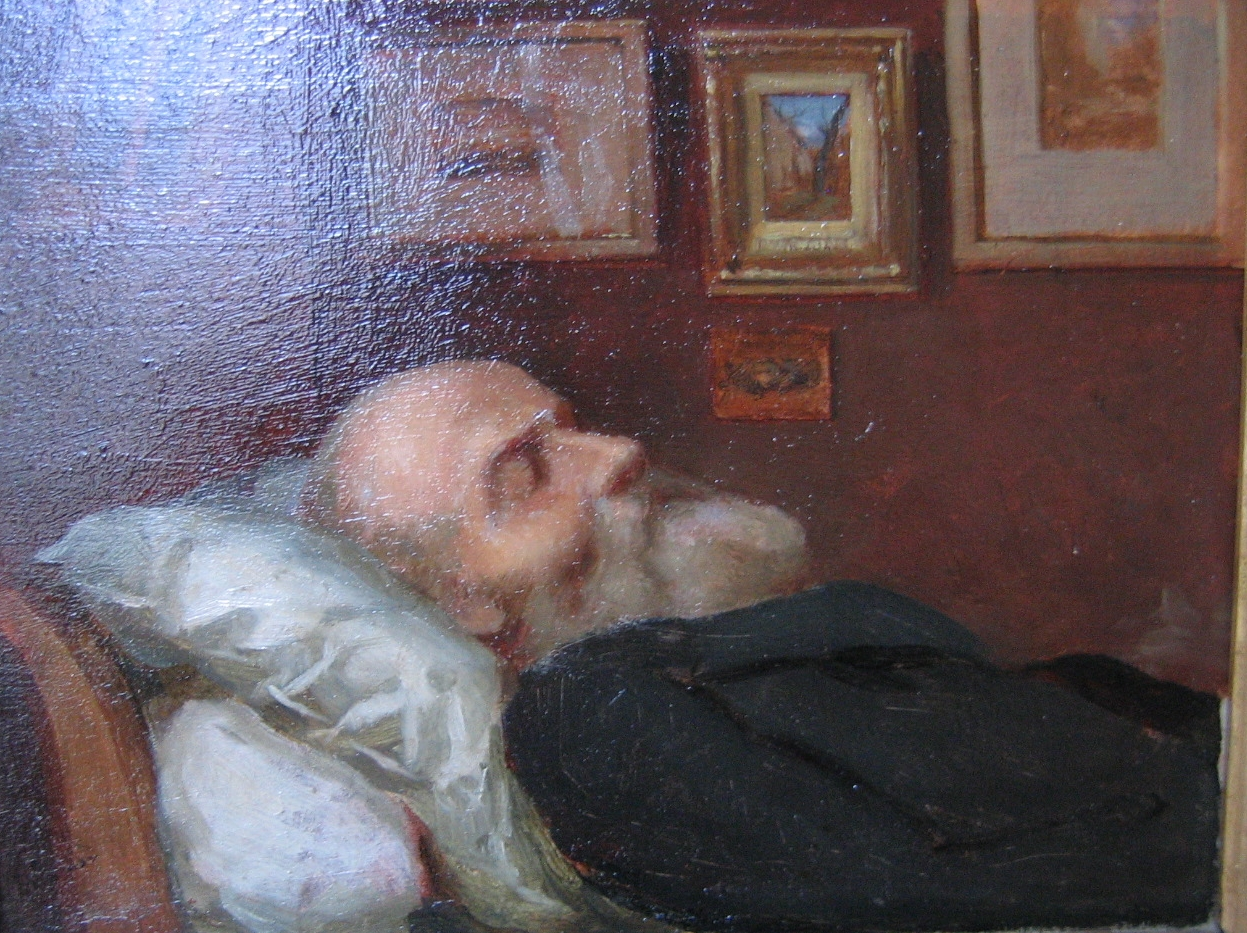
Jules Bernard, Jean Achard en su lecho de muerte (1884), La Tronche, museo Hébert.

Jean Achard está retratado en las obras de sus amigos y alumnos, entre ellos :
- Víctor Sapey : varios dibujos en tinta o grafito conservados en la biblioteca municipal de Grenoble ;
- Eugenio Faure : Museo de Grenoble ;
- Henri Ding : busto de mármol conservado en el museo de Grenoble ;
- Henri Blanc-Fontaine : retrato pintado, museo de Grenoble;[8]
- Jacques Gay : dibujo a lápiz conservado en el museo Dauphinois ;
- Stephane Barón : Museo de la Asistencia Pública-Hospitales de París ;
- Eugène Boudin : acuarela de 1867 que representa a Jean Achard con Johan Barthold Jongkind, Émile van Marcke y Claude Monet ;
- Jules Bernard : Jean Achard en su lecho de muerte, museo Hébert en La Tronche.

## Exposiciones

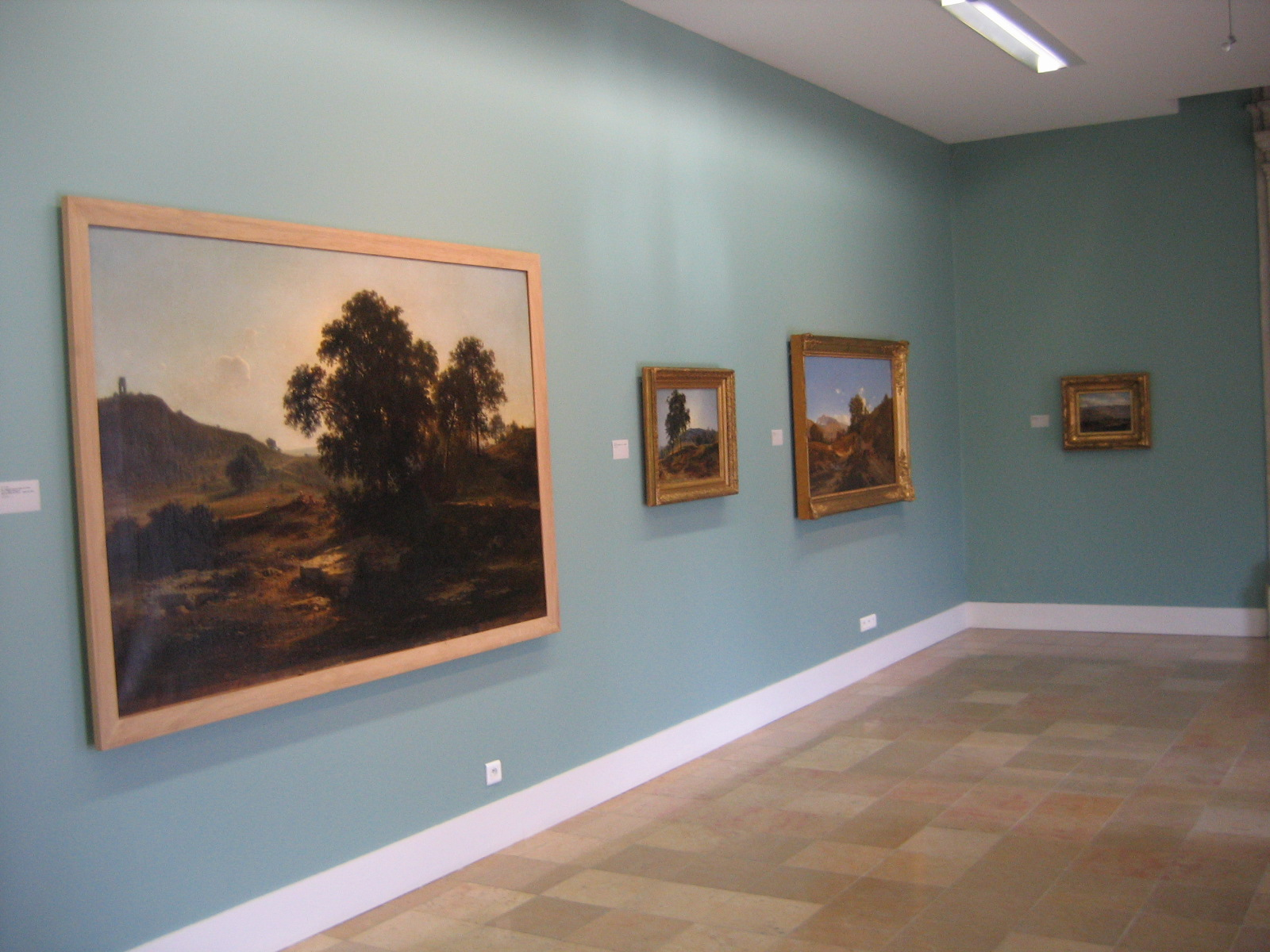
Vista de la exposición Jean Achard en el museo Hébert de La Tronche en 2009.

- " Exposición Achard », Grenoble, 1885.
- " Jean Achard, pinturas », Museo de Grenoble, 1984-1985.
- " Tres maestros del paisaje del Delfinado en el XIX XIX siglo, Jean Achard, Laurent Guétal, Charles Bertier », Museo de Grenoble, 2005-2006
- “Jean Achard, un paisajista en la escuela de la naturaleza”, museo Hébert, La Tronche, 2008-2009.